# Радио Кайкан (Акихабара)
Радио Кайкан (яп. 秋葉原ラジオ会館 Акихабара радзио Кайкан, Радио центр) — торговый центр и достопримечательность квартала Акихабара, расположенного в районе Тиёда города Токио, а также группа зданий, возведённых во время его реконструкции. Радио Кайкан также известен под названием «Радзикан» (яп. ラジカン).

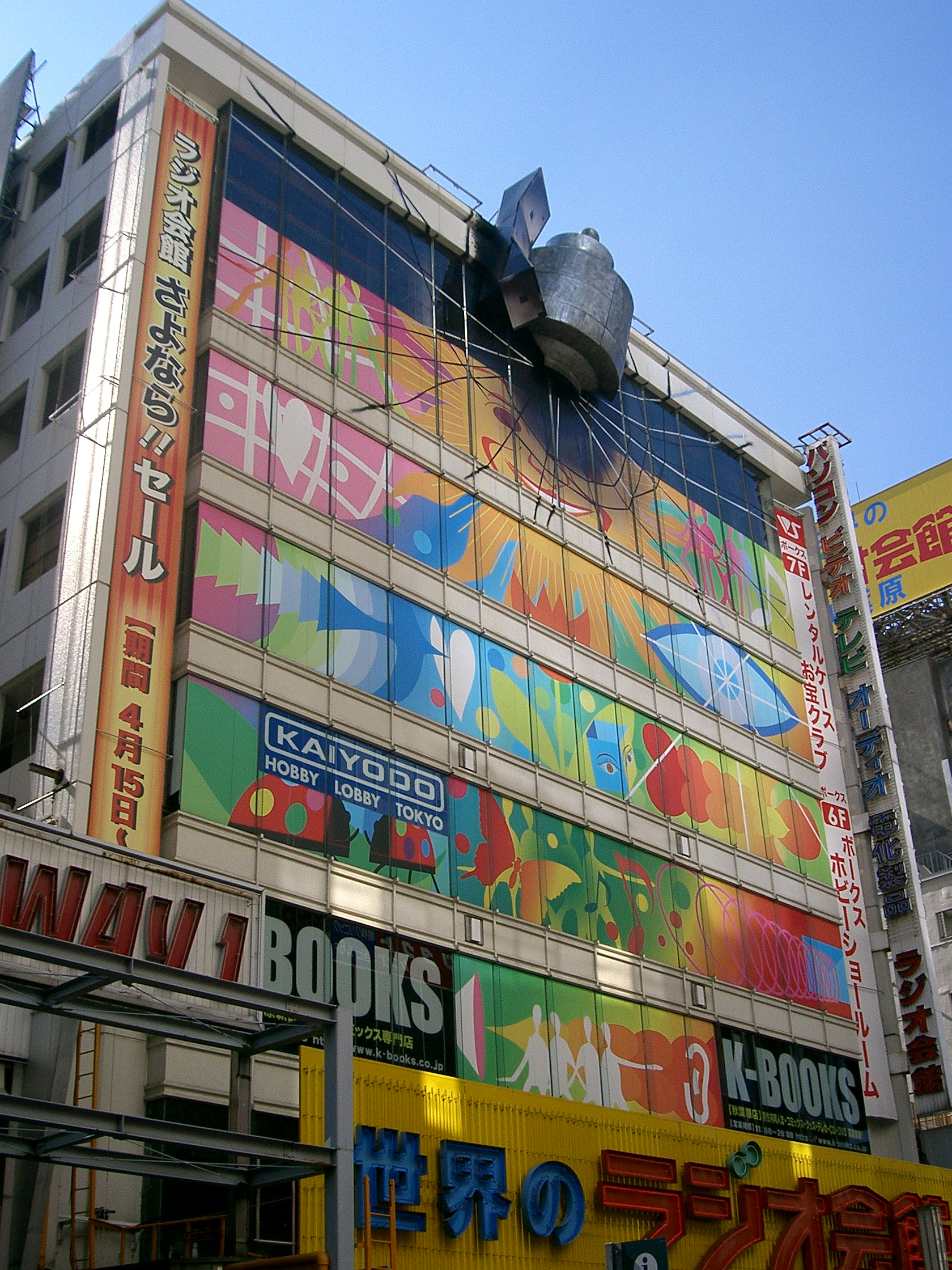
Незадолго до сноса первое здание стало прототипом одного из мест действия визуального романа «Врата;Штейна» (на фото представлена пластиковая модель машины времени из игры, инсталлированная на здании в 2011 году)

Радио Кайкан был возведён в 1962 году и снесён в 2014 году. На месте старого торгового центра в данный момент располагается новый «Радио Кайкан». Таким образом, в истории Токио существует два здания с одинаковым названием, построенные на одном месте. В этой статье рассматриваются обе постройки.
Радио Кайкан также получил известность в Японии и во всём мире, будучи одной из главных локаций визуальных романов «Врата;Штейна» и «Врата;Штейна 0».

## История

### Первое здание Радио Кайкан
Первое здание Радио Кайкан считалось «лицом Акихабары», выйти к которому можно было, сразу сойдя с одноимённой станции. Широкая вывеска центра, по которой здание обычно и опознают, встречала посетителей прямо у южного выхода со станции. Выбор товаров в Радио Кайкан был весьма разнообразным и включал в себя различную бытовую технику, акустические системы, персональные компьютеры, компьютерные игры, сборные модели, игрушки, книги, VHS и DVD, любительские радиоприёмники и т. п. На восьмом этаже находился конференц-зал, сдаваемый под аренду.
Слово «Радио» в названии обозначает не только радиоприёмники, но электронную технику в целом, и следует отметить, что в Акихабаре далеко не одно название торгового центра начинается с этого слова. Радио Кайкан с самого начала существования стал точкой восстановления технической промышленности в Токио, ведь ранее из-за распоряжения главнокомандующего союзными оккупационными войсками о запрете работы магазинов, торгующих электроникой в период послевоенной оккупации Японии, экономика страны вошла в состояние ещё большего упадка. Пытаясь обойти действующие законодательство, владельцы торговых точек переносили продукцию в места, не связанные с продажей электроники. Специально для реализации персональных компьютеров на какое-то время были переоборудованы выставочные залы крупных производителей, таких как Nippon Electric, Fujitsu, Hitachi, Toshiba и Mitsubishi Electric. На седьмом этаже Радио Кайкан, где таким образом продавцы когда-то сбывали продукцию, вплоть до августа 2001 года была установлена табличка: «Родина персональных компьютеров» .
Основатель Радио Кайкан, Кэндзо Ситидзё, был членом Японской ассоциация сёги, поэтому раньше на восьмом этаже в президентском кабинете был размещен традиционный японский сад, где профессиональные игроки, в том числе и из ассоциации Нихон Киин, проводили турниры.
Когда оккупация Японии завершилась, технические магазины один за другим начали покидать Радио Кайкан, магазины бытовой техники уходили по причине проблем в бизнесе. Их место заняли павильоны с мангой и комиксами.
Первое здание Радио Кайкан было одной из главных достопримечательностей Акихабары, но самому зданию было почти 50 лет и его состояние вызывало опасения у правительства Токио с точки зрения сейсмоустойчивости. В сентябре 2010 года некоторые СМИ сообщили, что Радио Кайкан будет закрыт и снесён в апреле 2011 года. Торговый центр действительно закрылся в конце июля 2011 года, работы по сносу завершились в августе 2014 года. Новый проект здания предусматривал 12 этажей, включая два цокольных.

### Реконструкция
Во время реконструкции здания магазины Радио Кайкан распределили по трём корпусам, первый из которых открылся 10 июня 2011 года. В нём продавались электротовары . Второй корпус специализировался на различном программном обеспечении, а третий корпус расположился на территории «Volks» — японского производителя поездов и позиционировался как «рай для хобби».
Однако предоставляемая площадь не устраивала некоторых предпринимателей, из-за чего им пришлось перевести магазины в другие места.

### Второе здание Радио Кайкан
Реконструкция была завершена в 2014 году, а 20 июля того же года открыто всё здание. Изначально планировалось, что многие старые магазины вернутся после завершения работ, но фактически вернулась только половина. Так, первый этаж сейчас полностью заполнили новые арендаторы, а на первом цокольном этаже открылся пока что единственный за всю историю Радио Кайкан ресторан.
Корпуса с первого по третий, временно принявшие магазины центра, считаются «пристройками» к основному зданию, но на самом деле все переехавшие ряды постепенно были перенесены в другие здания. На сегодняшний день все три корпуса сданы в аренду. Третий корпус после завершения реконструкции Радио Кайкан изначально решено было демонтировать, потому что он планировался исключительно как временная постройка, и в действительности являлся заводом по производству поездов, но в дальнейшем проект перепланировки третьего корпуса удался и он снова был введён в эксплуатацию. С 2016 года второй корпус является местом проведения различных выставок и форумов.